# Палембанг
Палембанг (англ. Palembang, індонез. Kota Palembang) — місто та річковий порт в Індонезії, адміністративний центр провінції Південна Суматра. Розташоване на обох берегах річки Мусі.
Палембанг був столицею буддистського царства з 7 по 14 століття, коли воно було завойоване індуїстською імперією Маджапагіт. Голландська Ост-Індійська компанія заснувала в місті торговий осередок і 1659 року збудувала форт. Палембанг був завойований японцями протягом ІІ Світової Війни і був столицею Південної Суматри доки в 1950 ця держава не ввійшла до складу Республіки Індонезії.
Порт Палембанга доступний для океанських суден і веде значну торгівлю з портами Малайського півострова, Таїланду та Китаю.
У 2014 році місто разом зі столицею країни було обране місцем проведення Азійських ігор 2018 року. За для покращення транспортного сполучення до відкриття ігор було побудовано лінію естакадного метрополітену, яка стала першою діючою лінією метро в країні.
Населення: 1 441 500 (2000)

## Галерея

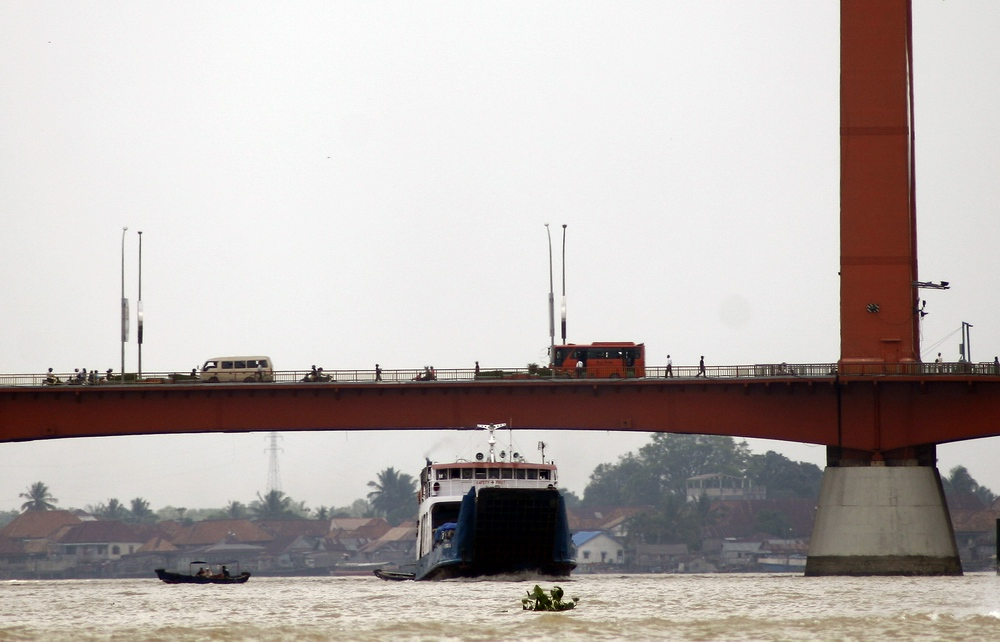
Міст Ампера в м. Палембанг.
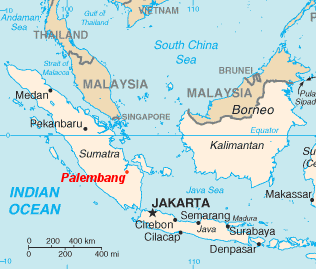
Розташування Палембанга на карті Індонезії.